# 7. People’s Choice Awards-gála
A 7. People’s Choice Awards-gála az 1980-as év legjobb filmes, televíziós és zenés alakításait értékelte. A díjátadót 1981. március 8-án tartották, a műsor házigazdái Army Archerd és Lee Remick voltak. A ceremóniát a CBS televízióadó közvetítette.

## Győztesek és jelöltek
Forrás:

### Film
| Az év filmje                              | Az év ifjú filmsztárja     |
| ----------------------------------------- | -------------------------- |
| Star Wars V. rész – A Birodalom visszavág | Brooke Shields             |
| Az év férfi filmsztárja                   | Az év női filmsztárja      |
| Clint Eastwood                            | - Jane Fonda - Goldie Hawn |

### Televízió
| Az év férfi tévés sztárja            | Az év női tévés sztárja            |
| ------------------------------------ | ---------------------------------- |
| Alan Alda                            | Carol Burnett                      |
| Az év visszatérő férfi tévés sztárja | Az év visszatérő női tévés sztárja |
| Alan Alda                            | Carol Burnett                      |
| Az év vígjátéka                      | Az év drámaműsora                  |
| MASH                                 | Dallas                             |
| Az év új vígjátéka                   | Az év új drámaműsora               |
| Too Close for Comfort                | Magnum                             |
| Az év minisorozata                   | Az év ifjú tévés sztárja           |
| A sógun                              | Gary Coleman                       |
| Az év férfi előadója új tévéműsorban | Az év női előadója új tévéműsorban |
| Tom Selleck                          | Diana Canova                       |

### Zene
| Az év dala            | Az év filmes dala                        |
| --------------------- | ---------------------------------------- |
| Kenny Rogers - "Lady" | Dolly Parton - "9 to 5" (Kilenctől ötig) |
| Az év férfi előadója  | Az év női előadója                       |
| Kenny Rogers          | Pat Benatar                              |

## Fordítás
- Ez a szócikk részben vagy egészben  a(z)   7th People's Choice Awards című angol Wikipédia-szócikk fordításán alapul.  Az eredeti cikk szerkesztőit annak laptörténete sorolja fel. Ez a jelzés csupán a megfogalmazás eredetét és a szerzői jogokat jelzi, nem szolgál a cikkben szereplő információk forrásmegjelöléseként.